# Uloborus leucosagma
Uloborus leucosagma is een spinnensoort in de taxonomische indeling van de wielwebkaardespinnen (Uloboridae).
Het dier behoort tot het geslacht Uloborus. De wetenschappelijke naam van de soort werd voor het eerst geldig gepubliceerd in 1895 door Tord Tamerlan Teodor Thorell.